# Carl Sternell
Carl Sternell, född 1670 i Boteå församling, död 31 januari 1719 i Stockholm, var en svensk präst.

## Biografi
Carl Sternell föddes 1670 i Boteå församling. Han var son till kyrkoherden Nils Sternelius i Boteå församling och Catharina Burman. Sternell blev 1689 student vid Uppsala universitet och studerade från 1691 i England, Holland, Frankrike och Tyskland. Han förvärvade magistergraden vid Göttingens universitet och blev 1701 pastor vid livgardet. Sternell blev 1706 kunglig hovpredikant och följde Karl XII till Turkiet. Han utnämndes 1716 till kyrkoherde i Västerviks församling men tillträdde inte befattningen.  Sternell utnämndes 1717 till superintendent vid Karlskrona amiralitetsförsamling och installerades sommaren 1718 av biskop Jonas Petri Linnerius i Lunds stift. Han var riksdagsman vid riksdagen 1719 och avled under den i Stockholm. Sternell begravdes i Jacobs kyrka i Stockholm.

### Familj
Sternell gifte sig 21 februari 1718 i Göteborg med Gertrud Elisabet Gripenstedt (1698–1742), dotter till handelsmannen Jakob Radhe i Göteborg och Catharina Tham samt efter Sternells död omgift med riksrådet greve Gabriel von Seth.